# Nina Maksimeljanova
Nina Dmitrievna Maksimeljanova (Russisch: Нина Дмитриевна Максимельянова) (Vyshnevolotsk district, Gouvernement Tver, 31 december 1927 - Moskou, 25 oktober 2006) was een basketbalspeler en coach van het nationale damesteam van de Sovjet-Unie. Ze kreeg het Ereteken van de Sovjet-Unie en werd Meester in de sport van de Sovjet-Unie in 1953.

## Carrière als speler
Als speler speelde Maksimeljanova voor Spartak Moskou en Dinamo Moskou en won het landskampioenschap van de Sovjet-Unie in 1948, 1950, 1953, 1956, 1957, 1958 en 1959. Ze won met dat team ook de USSR Cup in 1949 en 1953. In 1959 verloor Maksimeljanova met Dinamo de finale om de FIBA Women's European Champions Cup van Slavia Sofia uit Bulgarije met 63-40 en 34-44. In 1956 en 1959 werd ze geselecteerd voor RSFSR Moskou. Ze werd met dat team twee keer Landskampioen van de Sovjet-Unie. Als speler voor het nationale team van de Sovjet-Unie won ze goud op de Europese kampioenschappen in 1950, 1954 en 1956 en zilver in 1958. Ook won ze goud op het wereldkampioenschap in 1959 en zilver in 1957.

## Carrière als coach
Maksimeljanova was hoofdcoach van Dinamo Moskou van 1960 t/m 1976.

## Erelijst (speler)
- Landskampioen Sovjet-Unie: 7
  - Winnaar: 1948, 1950, 1953, 1956, 1957, 1958, 1959
  - Tweede: 1951, 1954
  - Derde: 1949, 1952, 1955
- Bekerwinnaar Sovjet-Unie: 2
  - Winnaar: 1949, 1953
  - Runner-up: 1951
- Spartakiad van de Volkeren van de USSR: 2
  - Winnaar: 1956, 1959
- FIBA Women's European Champions Cup:
  - Runner-up: 1959
- Wereldkampioenschap: 1
  - Goud: 1959
  - Zilver: 1957
- Europees Kampioenschap: 3
  - Goud: 1950, 1954, 1956
  - Zilver: 1958